# Adele Bianchi
Adele Bianchi (Ferrara, 26 de agosto de 1842 - Ferrara, ? ) fue una geógrafa italiana. 

## Biografía
Era hija de Luigi y de Carolina Pagliarini, hermana mayor del explorador Gustavo Bianchi muerto en Dancalia, en 1884, ocupándose en cartografía y en toponimia.
Publicó estudios sobre perspectivas históricas y geográficas, en particular en el periódico «La Geografia» editado, entre 1912 y 1930, por el Instituto Geográfico De Agostini, de Novara. Entre esos ejemplos son la monografía corográfica La Ciocieria de 1916, ensayos sobre el lago Lennestadt y en la ortografía y la pronunciación de los nombres de las Comunas de la provincia de Como, respectivamente desde 1917 a 1918, y las cuatro lecciones sobre L'Africa que se publicaron entre 1918 y 1919.